# Jeune Fille qui pleure son oiseau mort
Jeune fille qui pleure son oiseau mort est un tableau réalisé par le peintre français Jean-Baptiste Greuze en 1765. Cette huile sur toile de format ovale est une scène de genre qui figure une fillette se lamentant après la mort de son canari, qui gît sur le dessus de sa cage. Exposée au Salon de peinture et de sculpture, l'œuvre est comprise par Denis Diderot comme une représentation d'une jeune femme frappée de remords après la perte de sa virginité. Legs de Lady Murray of Henderland en 1861, elle est conservée à la Galerie nationale d'Écosse, à Édimbourg, au Royaume-Uni.